# Nederland op het wereldkampioenschap voetbal 1934
Nederland was een van de deelnemende landen op het Wereldkampioenschap voetbal 1934 in Italië. Het was de eerste deelname voor het land aan een Wereldkampioenschap. Nederland strandde in de achtste finale van het WK 1934: er werd met 2-3 verloren van Zwitserland.

## Kwalificatie
Nederland speelde in kwalificatiegroep 7 tegen België en de Ierse Vrijstaat. Nederland kwalificeerde zich door als eerste te eindigen in de poule.

### Duels
|                    |                                         |         |                       |                                                                                   |
| 8 april 1934 14:30 | Nederland                               | 5-2     | Ierse Vrijstaat       | Olympisch Stadion, Amsterdam Scheidsrechter: Carl Ohlsson Bezoekersaantal: 38.000 |
| 8 april 1934 14:30 | Smit 41' 85' Bakhuijs 67' 78' Vente 83' | Verslag | 44' Squires 57' Moore | Olympisch Stadion, Amsterdam Scheidsrechter: Carl Ohlsson Bezoekersaantal: 38.000 |

|                     |                              |         |                                     |                                                                               |
| 29 april 1934 15:00 | België                       | 2-4     | Nederland                           | Bosuilstadion, Antwerpen Scheidsrechter: Stanley Rous Bezoekersaantal: 42.000 |
| 29 april 1934 15:00 | Grimmonprez 51' Voorhoof 72' | Verslag | 59' Smit 62' 85' Bakhuijs 64' Vente | Bosuilstadion, Antwerpen Scheidsrechter: Stanley Rous Bezoekersaantal: 42.000 |

### Eindstand
| Land            | Wed | Win | Gel | Ver | DV | DT | +/− | Pnt |
| --------------- | --- | --- | --- | --- | -- | -- | --- | --- |
| Nederland       | 2   | 2   | 0   | 0   | 9  | 4  | 5   | 4   |
| België          | 2   | 0   | 1   | 1   | 6  | 8  | -2  | 1   |
| Ierse Vrijstaat | 2   | 0   | 1   | 1   | 6  | 9  | -3  | 1   |

## Oefeninterlands
Voorafgaand aan het wereldkampioenschap speelde het Nederlands elftal in 1934 twee oefeninterlands: tegen België en Frankrijk.

### België
De wedstrijd tegen België is vooral bekend door een doelpunt van Beb Bakhuijs: Frank Wels zette een bal (té) scherp voor waardoor Bakhuys vallend moest koppen. Hedendaags wordt er bij zulk soort doelpunten (snoekballen of duikballen) vaak gerefereerd aan de goal à la Bakhuys. Deze wedstrijd wordt ook gekenmerkt door een fenomeen dat vroeger niet bestond: het roepen van tien-tien-tien bij een grote voorsprong. De supporters wilden met deze yell aangeven dat er dubbele cijfers op het scorebord moeten komen, iets wat door de media als uiterst onsportief werd ervaren. Ten slotte ontstond er een klein relletje na de wedstrijd: de regering wilde dat de KNVB zijn maatschappelijke betrokkenheid verder ging uitbreiden.
|                     |                                                         |         |                                     |                                                                                   |
| 11 maart 1934 14:30 | Nederland                                               | 9-3     | België                              | Olympisch Stadion, Amsterdam Scheidsrechter: Peco Bauwens Bezoekersaantal: 32.000 |
| 11 maart 1934 14:30 | Bakhuijs 15' 69' Smit 17' 36' Vente 21' 63' 67' 69' 82' | Verslag | 1' Voorhoof 51' Brichaut 74' Versyp | Olympisch Stadion, Amsterdam Scheidsrechter: Peco Bauwens Bezoekersaantal: 32.000 |

### Frankrijk
|                   |                                   |         |                                            |                                                                                       |
| 10 mei 1934 14:30 | Nederland                         | 4-5     | Frankrijk                                  | Olympisch Stadion, Amsterdam Scheidsrechter: Rudolphe Wittwer Bezoekersaantal: 35.000 |
| 10 mei 1934 14:30 | Vente 4' Bakhuijs 7' 13' Smit 31' | Verslag | 13' Keller 21' 25' 73' Nicolas 38' Alcazar | Olympisch Stadion, Amsterdam Scheidsrechter: Rudolphe Wittwer Bezoekersaantal: 35.000 |

## Het wereldkampioenschap
Het wereldkampioenschap werd gehouden in Italië, waar de fascistische dictator Benito Mussolini aan de macht was. Het Nederlandse sportblad De Sportkroniek, waar de KNVB nauw mee samenwerkte, vertelde over Mussolini dat hij een eminenten Leider was, die voor zijn land op sportgebied zoo veel goeds heeft verricht. Voor het wereldkampioenschap werd doelman Gejus van der Meulen teruggehaald; deze doelman was een jaar eerder gestopt met keepen maar op verzoek van bondsbestuurder, hoofd van de keuzecommissie en clubgenoot Karel Lotsy teruggehaald na een vermeende fout van Feyenoorder van Male. Het Nederlands elftal verbleef dit toernooi aan het Comomeer, in hotel  Regina Olga te Cernobbio.

### Wedstrijden
Nederland speelde in 1934 maar één wedstrijd op het Wereldkampioenschap: door de 3-2 nederlaag tegen Zwitserland waren zij uitgeschakeld.
|                   |                    |         |                              |                                                                      |
| 27 mei 1934 16:30 | Nederland          | 2-3     | Zwitserland                  | San Siro, Milaan Scheidsrechter: Ivan Eklind Bezoekersaantal: 33.000 |
| 27 mei 1934 16:30 | Smit 29' Vente 69' | Verslag | 7' 43' Kielholz 66' Abegglen | San Siro, Milaan Scheidsrechter: Ivan Eklind Bezoekersaantal: 33.000 |

### Selectie

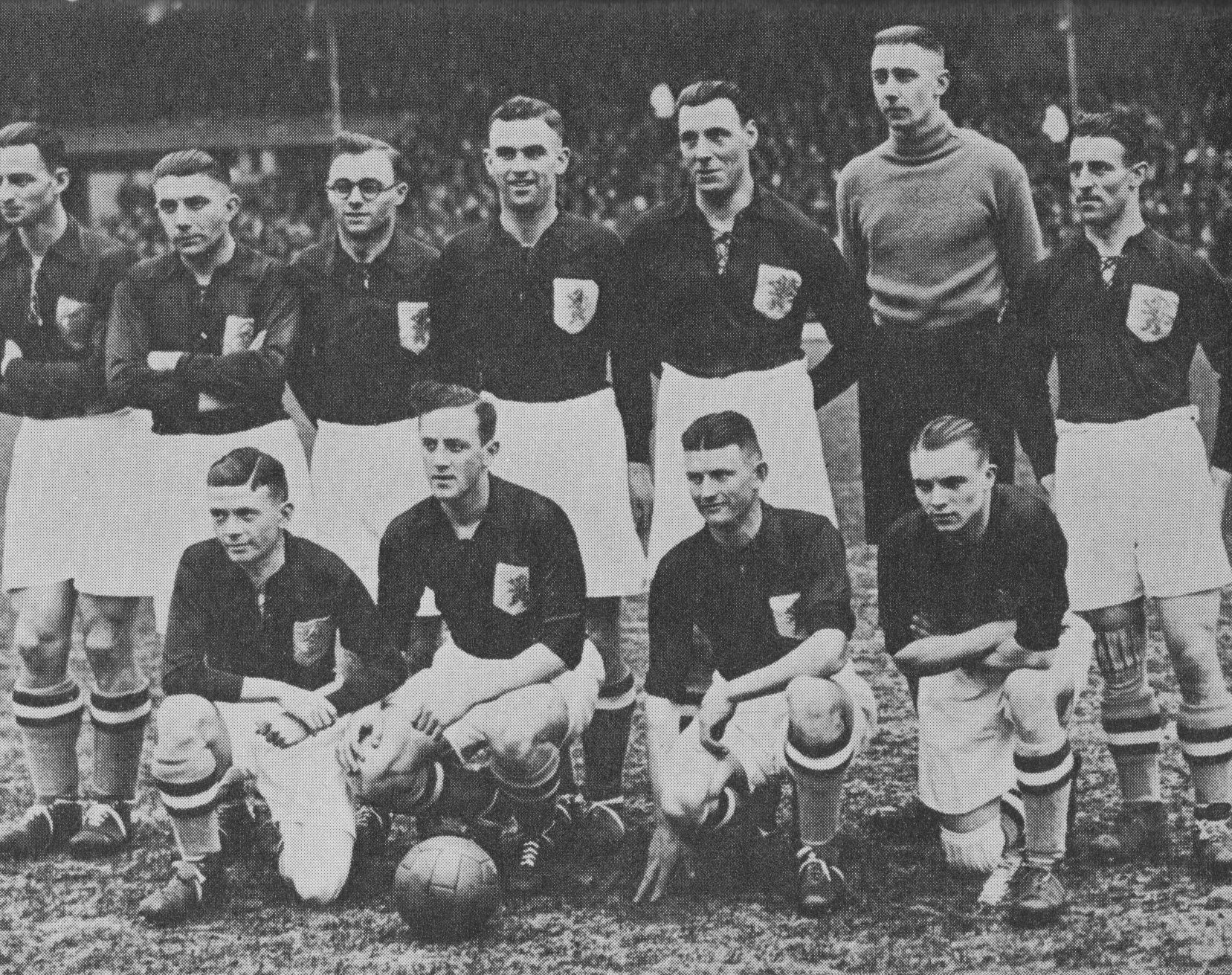
Het Nederlands elftal op 11 maart 1934 voor de vriendschappelijke wedstrijd tegen België. Deze wedstrijd werd met 9-3 gewonnen.
Bovenste rij v.l.n.r.: Bakhuys, Van Heel, Van Diepenbeek, Pellikaan, Anderiesen, Van Male, Van Run. Knielend v.l.n.r.: Wels, Vente, Smit en Mijnders.

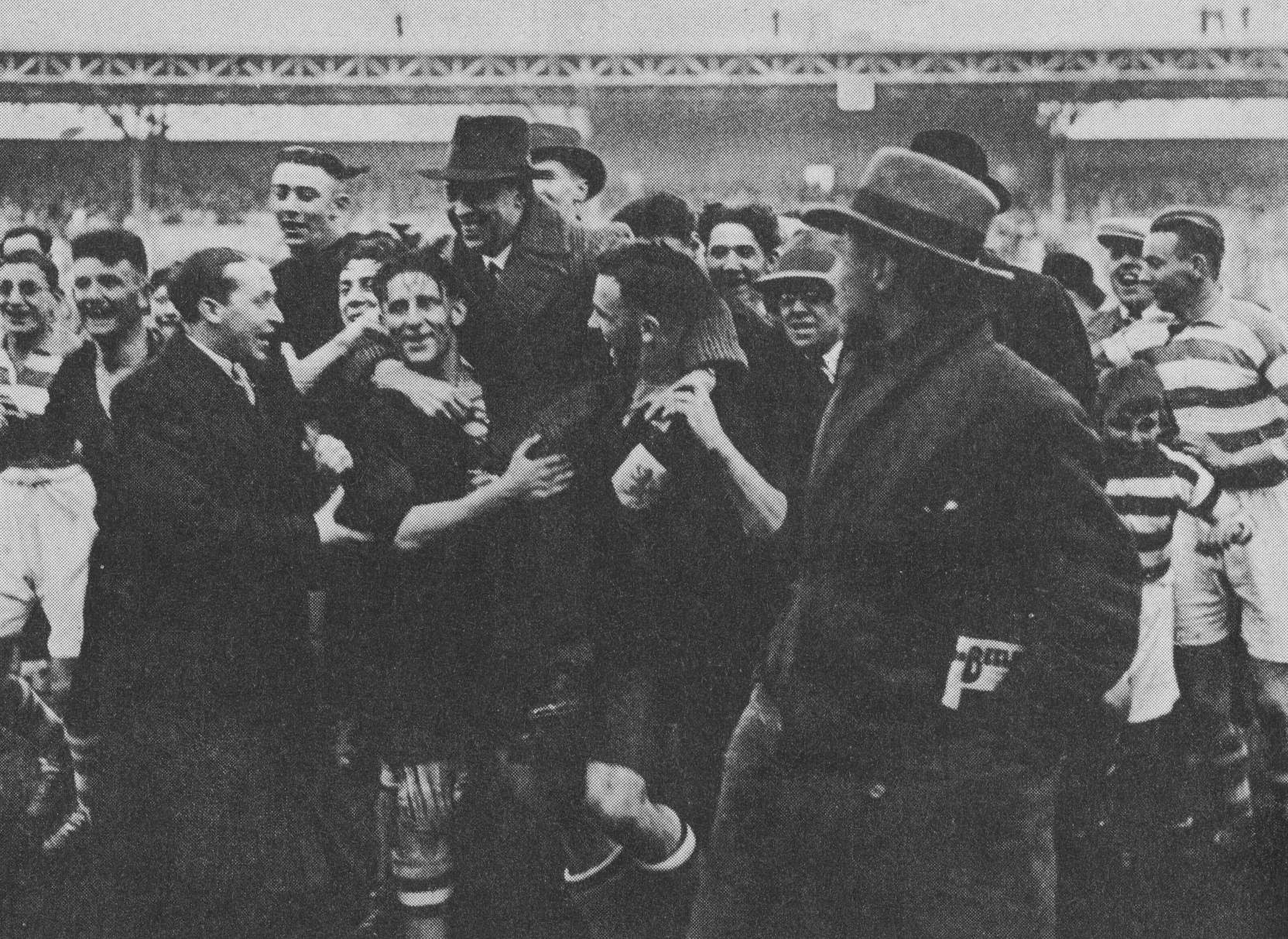
Het Nederlands elftal op 8 april 1934 na afloop van de kwalificatiewedstrijd tegen de Ierse Vrijstaat.

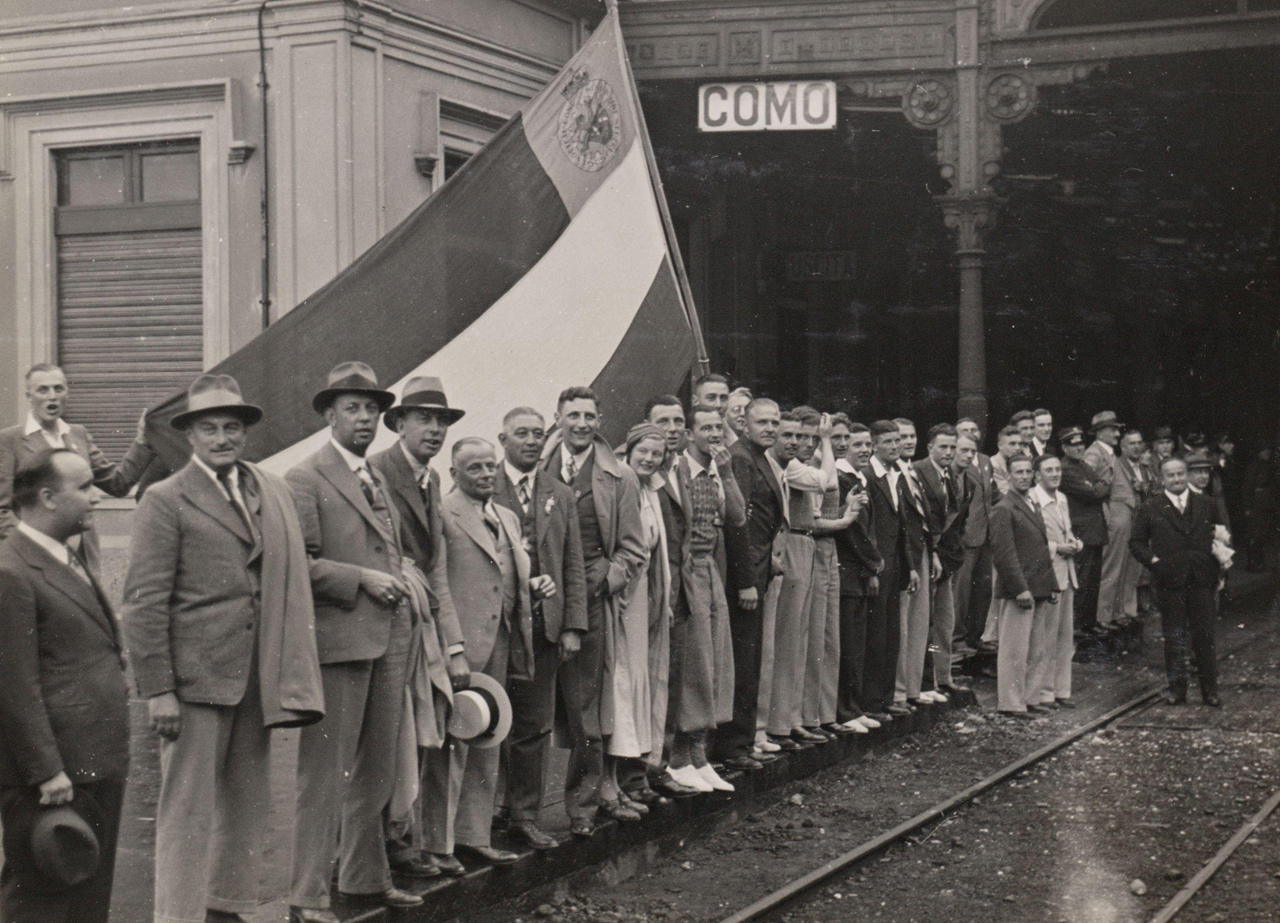
De Nederlandse delegatie op het station van Como.

De selectie van bondscoach Bob Glendenning bestond uit 22 spelers.
| Naam                 | Club           | Bijzonderheden                                                             |
| -------------------- | -------------- | -------------------------------------------------------------------------- |
| Gejus van der Meulen | HFC            | Later toegevoegd                                                           |
| Joop van Nellen      | DHC            | Oorspronkelijk reserve in Nederland. Toegevoegd vanwege blessure Mijnders. |
| Mauk Weber           | ADO            |                                                                            |
| Sjef van Run         | PSV            |                                                                            |
| Leen Vente           | Neptunus       | Scoorde de aansluitingstreffer (3-2) tegen Zwitserland                     |
| Henk Pellikaan       | LONGA          |                                                                            |
| Puck van Heel        | Feyenoord      | Aanvoerder                                                                 |
| Beb Bakhuijs         | Z.A.C.         |                                                                            |
| Kick Smit            | Haarlem        | Scoorde de 1-1 tegen Zwitserland                                           |
| Wim Anderiesen       | Ajax           |                                                                            |
| Frank Wels           | Unitas         |                                                                            |
| Adri van Male        | Feyenoord      | Speelde geen wedstrijd                                                     |
| Leo Halle            | Go Ahead       | Speelde geen wedstrijd                                                     |
| Kees Mijnders        | D.F.C.         | Bleef geblesseerd in Nederland                                             |
| Toon Oprinsen        | NOAD           | Speelde geen wedstrijd                                                     |
| Arend Schoemaker     | Quick Den Haag | Speelde geen wedstrijd                                                     |
| Jan van Diepenbeek   | AFC Ajax       | Speelde geen wedstrijd                                                     |
| Archibald Graafland  | HBS            | Speelde geen wedstrijd                                                     |
| Wim Lagendaal        | Xerxes         | Speelde geen wedstrijd                                                     |
| Jaap Mol             | KFC            | Speelde geen wedstrijd                                                     |
| Bas Paauwe           | Feyenoord      | Reserve in Nederland                                                       |
| Manus Vrauwdeunt     | Feyenoord      | Reserve in Nederland                                                       |

De spelers werden voor het vertrek naar Italië toegesproken door bondsvoorzitter Karel Lotsy.

## We gaan naar Rome
Als aanmoediging voor het Nederlands Elftal werd het nummer We gaan naar Rome geschreven en met veel succes gezongen door Bob Scholte en Willy Derby. De naam van dit lied doelt op de plaatsnaam waar de finale van het Wereldkampioenschap werd gespeeld, Rome (in Stadio Nazionale PNF). In het lied wordt verwezen naar verschillende voetballers (en de trainer) van het Nederlands elftal. Er wordt aangenomen dat dit nummer het eerste lied is met betrekking tot het Nederlands elftal.
KNVB ·
A-internationals ·
Bondscoaches (m) ·
Topscorers ·
Nederlands vrouwenelftal ·
Bondscoaches (v) ·
Nederland B ·
Olympisch elftal ·
Jong Oranje ·
Nederland –20 ·
Nederland –19 ·
Nederland –18 ·
Nederland –17 ·
Nederland –16 ·
Nederland –15 ·
Nederlands amateurelftal ·
Nederlands zaterdagelftal ·
Jong OranjeLeeuwinnen ·
Vrouwen –20 ·
Vrouwen –19 ·
Vrouwen –18 ·
Vrouwen –17 ·
Vrouwen –16 ·
Vrouwen –15 ·
Militair mannenelftal ·
Militair vrouwenelftal ·
Strandteam ·
Vrouwen Strandteam ·
Futsalteam ·
Vrouwen Futsalteam

EK-wedstrijden ·
WK-wedstrijden ·
Resultaten kwalificaties en eindronden ·
Nederland B-wedstrijden ·
Officieuze wedstrijden ·
EK-wedstrijden vrouwen ·
WK-wedstrijden vrouwen ·
Resultaten vrouwen kwalificaties en eindronden
1905 – 1919 ·
1920 – 1929 ·
1930 – 1939 ·
1940 – 1949 ·
1950 – 1959 ·
1960 – 1969 ·
1970 – 1979 ·
1980 – 1989 ·
1990 – 1999 ·
2000 – 2009 ·
2010 – 2019 ·
2020 – 2029
2015 ·
2016 ·
2017 ·
2018 ·
2019 ·
2020 ·
2021 · 
2022
EK's: 1976 · 
1980 · 
1988 · 
1992 · 
1996 · 
2000 · 
2004 · 
2008 · 
2012 · 
2020 · 
2024
WK's: 1934 · 
1938 · 
1974 · 
1978 · 
1990 · 
1994 · 
1998 · 
2006 · 
2010 · 
2014 · 
2022
OS: 1908 ·
1912 ·
1920 ·
1924 ·
1928 ·
1948 ·
1952 ·
2008
Albanië ·
Andorra ·
Argentinië ·
Armenië ·
Australië ·
België ·
Bosnië en Herzegovina ·
Brazilië ·
Bulgarije ·
Canada ·
Chili ·
China ·
Colombia ·
Costa Rica ·
Curaçao ·
Cyprus ·
DDR ·
Denemarken ·
Duitsland ·
Ecuador ·
Egypte ·
Engeland ·
Estland ·
Faeröer ·
Finland ·
Frankrijk ·
GOS · 
Georgië ·
Ghana ·
Gibraltar ·
Griekenland ·
Hongarije ·
Ierland ·
IJsland ·
Indonesië ·
Iran ·
Israël ·
Italië ·
Ivoorkust ·
Japan ·
Joegoslavië ·
Kameroen ·
Kazachstan ·
Kroatië ·
Letland ·
Liechtenstein ·
Luxemburg ·
Malta ·
Marokko ·
Mexico ·
Moldavië ·
Montenegro ·
Nederlandse Antillen ·
Nigeria ·
Noord-Ierland ·
Noord-Macedonië ·
Noorwegen ·
Oekraïne ·
Oostenrijk ·
Paraguay ·
Peru ·
Polen ·
Portugal ·
Qatar ·
Roemenië ·
Rusland ·
Saarland ·
San Marino ·
Saoedi-Arabië ·
Schotland ·
Senegal ·
Servië en Montenegro ·
Slovenië ·
Slowakije ·
Sovjet-Unie ·
Spanje ·
Suriname ·
Thailand ·
Tsjechië ·
Tsjecho-Slowakije ·
Tunesië ·
Turkije ·
Uruguay ·
Verenigd Koninkrijk ·
Verenigde Staten ·
Wales ·
Wit-Rusland ·
Zuid-Afrika ·
Zuid-Korea ·
Zweden ·
Zwitserland
Argentinië (1978) ·
Argentinië (2006) ·
Argentinië (2014) ·
Argentinië (2022) ·
Australië (2014) ·
Brazilië (2014) ·
Chili (2014) · 
Costa Rica (2014) ·
Denemarken (2010) ·
Denemarken (2012) ·
Duitsland (2012) · 
Ecuador (2022) · 
Frankrijk (2008) ·
Italië (2008) ·
Ivoorkust (2006) ·
Japan (2010) ·
Kameroen (2010) ·
Mexico (2014) · 
Noord-Macedonië (2021) · 
Oekraïne (2021) · 
Oostenrijk (2021) · 
Portugal (2006) ·
Portugal (2012) ·
Portugal (2019) ·
Qatar (2022) ·
Roemenië (2008) ·
Rusland (2008) ·
San Marino (2011) ·
Senegal (2022) ·
Servië en Montenegro (2006) ·
Sovjet-Unie (1988) ·
Spanje (2010) ·
Spanje (2014) ·
Tsjechië (2021) · 
Uruguay (2010) ·
Verenigde Staten (2022) · 
West-Duitsland (1974)